# Pneumatomahi
Pneumatomachi (grčki: Πνευματομάχοι), također poznati kao makedonijanci (prema začetniku, konstantinopolskom biskupu Makedoniju I. (342. – 360.)) ili polu-Arijanci u Konstantinopolu i Aleksandriji, bili su protivnici Nicejskog vjerovanja. Razvili su se u sektu koja je imala svoj procvat u zemljama susjednog Helesponta tijekom druge polovice četvrtog i početkom petog stoljeća. Nijekali su božanstvo Duha Svetoga, pa odakle dolazi grčki naziv Pneumatomachi ili 'Combators protiv Duha' (od πνεῦμα pneuma, duh + σάχη machē, bitka).

## Vjerovanje
Crkveni izvori pripisuju biskupa Makedonija I. kao osnivača, iako su spisi samog Makedonija I. kao i oni Pneumatomaha izgubljeni, a ono što se tvrdi u vezi s njihovom doktrinom proizlazi iz polemičkih rasprava i opovrgnjivanja od strane crkvenih vođa, koji ih smatraju heretičkom sektom.
Makedonije je u potpunosti razvio svoje teološke poglede pred kraj svoga života, uključujući i kratki period odlaska u mirovinu prije njegove smrti, vjerojatno prije nego što se sekta ikako pojavila. Biskup Eleuzije Cizikuski i biskup Maratonije Nikomedijski su prihvatili pneumatomakijsku doktrinu, a potonji je bio glavni protagonist, i postigao je uspon vjerovanja u Carigradu, Trakiji, Bitiniji i Helespontu. Pod rimskim carem Julijanom, 361. do 363. AD, koji je osobno odbacivao kršćanstvo u korist novoplatonističkog poganstva i koji je tražio da se u Rimsko Carstvo vrati svom izvornom vjerskom eklekticizam, Pneumatomahi su vremenom stekli dovoljno snage da proglasi svoju neovisnost od oboje, Arijanaca kao i ortodoksnih.
Iako su u nekim pogledima podsjećala na arianizam, pneumatomahska uvjerenja su u suštini bila drugačija. Crkveni komentatori tvrde da su oboje zanijekali Božanstvo Duha Svetoga i da su promatrali supstanciju Isusa Krista kao "sličnu supstancu" (homoiousios), ali ne "jednaku supstancu" (homoousios) kao kod Boga Oca. Makedonijanci su podržavali Homousijansko vjerovanje prema koncilima iz Antiohije (264. – 269.) i onome iz Seleukije (27. rujna 359. AD) dok su osudili i odbacili homoijansko uvjerenje Ariminijumskog koncila (Koncil iz Riminija 359. AD) kao i ono Konstantinopolskog koncila, te su pozvali na sazivanje novih sinoda u uvjerenju da bi stekli podršku njihovim vjerovanjima i osudili svoje protivnike.

Papa Damaz I. ih je osudio 374. godine. Na svom vrhuncu, oko 380., sekta je zastupala još konzervativniji stav koji je, pored odbijanja božanstva Duha Svetoga, prihvatio konsubstancijalnost Sina Isusa Krista. Njihovo učenje je osuđeno i odbačeno na Drugom ekumenskom saboru u Konstantinopolu 381. i uskoro su nestali.

## Vanjske poveznice
- Pneumatomahi
- Pneumatomachi
- Antiohijski koncil
- Selucijski koncil  Arhivirana inačica izvorne stranice od 30. ožujka 2018. (Wayback Machine)
- Prvi koncil u Konstantinopolu (360. AD)